# Omertà (álbum)
Omertà é o álbum de estreia do supergrupo de heavy metal Adrenaline Mob, lançado em 13 de março de 2012. Foi produzido pela própria banda e mixado por Jay Ruston.

## Recepção da crítica
| Críticas profissionais | Críticas profissionais |
| Avaliações da crítica  | Avaliações da crítica  |
| Fonte                  | Avaliação              |
| ---------------------- | ---------------------- |
| About.com              | [ 2 ]                  |
| Thrash Hits            | [ 3 ]                  |
| BW&BK                  | (9/10)                 |

Escrevendo no antigo About.com, Chad Bowar considerou o álbum bem menos progressivo do que o esperado (considerando a carreira pregressa de Mike Portnoy e Russell), mas elogiou justamente a crueza dele e seu som mais direto. Como aspectos negativos, ele apontou a capa "horrível", canções desnecessárias e letras "melosas"
Carl Begai, do Brave Words & Bloody Knuckles, elogiou a performance de todos os músicos, dizendo que Russell está "claramente em sua área" e que Mike Orlando "é uma fera destinada a se tornar um nome muito maior conforme a banda segue em frente".
Por outro lado, David Keevill, do Thrash Hits, detonou o disco, comparando o Adrenaline Mob a "um conjunto de caras comparando o tamanho dos seus paus". Chamou os riffs de "medíocres" e considerou as canções "regravações mornas do Black Label Society", além de acusar Mike Orlando de produzir efeitos com sua guitarra apenas para disfarçar o fato de que "não estamos lidando com muito conteúdo musical aqui".

## Faixas
| N.º            | Título                                                                            | Duração |  |
| 1.             | "Undaunted"                                                                       | 4:44    |  |
| 2.             | "Psychosane"                                                                      | 4:37    |  |
| 3.             | "Indifferent"                                                                     | 4:30    |  |
| 4.             | "All on the Line"                                                                 | 4:20    |  |
| 5.             | "Hit the Wall"                                                                    | 6:32    |  |
| 6.             | "Feelin' Me"                                                                      | 3:55    |  |
| 7.             | "Come Undone" (Cover do Duran Duran com a participação de Lzzy Hale do Halestorm) | 4:50    |  |
| 8.             | "Believe Me"                                                                      | 3:59    |  |
| 9.             | "Down to the Floor"                                                               | 3:33    |  |
| 10.            | "Angel Sky"                                                                       | 4:25    |  |
| 11.            | "Freight Train"                                                                   | 4:13    |  |
| Duração total: | Duração total:                                                                    | 49:38   |  |

## Desempenho nas paradas
| Parada        | Posição |
| ------------- | ------- |
| Billboard 200 | 70      |

## Formação
- Russell Allen - vocais
- Mike Orlando - guitarras, baixo
- Mike Portnoy - bateria
- Lzzy Hale (convidada) - vocais em "Come Undone"